# Обреновац скај тандерси
Скај тандерси Обреновац су клуб америчког фудбала из Обреновца, у Србији. Основани су 2006. године и тренутно не наступају ни у једном рангу такмичења у Србији. Учествовали су у сезонама 2006, 2007, 2008, 2009 и 2010.